# Балабаш-Нурусово
Балаба́ш-Нуру́сово (рос. Балабаш-Нурусово, чув. Пăлапуç Нурăс) — присілок у складі Батиревського району Чувашії, Росія. Входить до складу Бахтігільдінського сільського поселення.
Населення — 277 осіб (2010; 356 у 2002).
Національний склад:
- чуваші — 82 %

## Персоналії
- Рогожин Олексій Володимирович (псевд. рос. Лёша Рав; 1909—1944) — уродженець Балабаш-Нурусового; радянський ерзянський поет, перекладач, педагог, член Спілки письменників СРСР.